# Detlef Krauß
Detlef Krauß (* 19. Januar 1934 in Kiel; † 30. Juni 2010 in Berlin) war ein deutscher Rechtswissenschaftler.

## Werdegang
Krauß legte das Abitur 1952 in Wilhelmshaven ab und studierte anschließend Rechtswissenschaft in Freiburg, Hamburg und Göttingen. Nach den beiden Staatsprüfungen 1956 und 1961 und Promotion blieb er seinem Doktorvater Paul Bockelmann eng verbunden. Er begleitete ihn als Wissenschaftlicher Assistent nach Heidelberg und an das Institut für Kriminologie in München.
1969 folgte die Habilitation in München zum Thema: „Der Schutz der Persönlichkeit im Strafprozeß“. Im Jahr darauf 
folgte er einem Ruf an den Lehrstuhl für Strafrecht und als Direktor des Instituts für Rechts- und Sozialphilosophie an der Universität des Saarlands. 1979 wechselte er auf den Lehrstuhl für Strafrecht an der Universität Basel. 
Von 1992 bis 1999 war Krauß Inhaber eines Lehrstuhls für Strafrecht und Strafprozessrecht an der Humboldt-Universität zu Berlin. Als Mitglied der Personal- und Strukturkommission des Fachbereichs Rechtswissenschaft trug er in dieser Zeit maßgeblich zur Neustrukturierung der Juristischen Fakultät nach der politischen Wende bei. Von 1994 bis 1996 war er zudem Erster Vizepräsident der Universität.
Krauß wurde auf dem Georgen-Parochial-Friedhof in Berlin-Prenzlauer Berg beigesetzt.

## Schriften (Auswahl)
- Die Zurechnung des Erfolges im Unrechtstatbestand. 1963.
- Die strafrechtliche Problematik kriminologischer Ziele und Methoden. Eine Untersuchung am Beispiel der psychologischen und psychiatrischen Sachverständigen im Strafprozeß. Frankfurt am Main 1971.
- Wer bekommt Schuld? Wer gibt Schuld? Gesammelte Schriften. Zürich 2011, ISBN 3-8305-1966-4.